# Marie Skłodowska-Curie-åtgärderna
Marie Skłodowska-Curie-åtgärderna (engelska: Marie Skłodowska-Curie Actions, MSCA) är en uppsättning av forskningsanslag som administreras av Europeiska kommissionen med syfte att stödja forskning inom det europeiska forskningsområdet. Mellan 2014 och 2020 utgör MSCA en del av Horisont 2020.
Sedan inrättandet 1996 har över 100 000 forskare erhållit anslag genom MSCA. Cirka en tredjedel av anslagen beviljas forskare som inte kommer från EU-länder. 
MSCA är uppkallat efter den polsk-franska fysikern och kemisten Marie Curie, den första kvinnliga Nobelpristagaren och den enda person som fått Nobelpriset i två olika vetenskapsområden.

## Olika åtgärder
Det finns fyra olika Marie Skłodowska-Curie-åtgärder:

### ITN – Nätverk för innovativ utbildning
Riktar sig till nätverk av organisationer som utbildar doktorander. Syftar till att stödja forskning genom internationella och tvärvetenskapliga nätverk.

### IF – Individuella stipendier
Riktar sig till enskilda forskare som har disputerat. Syftet är att stödja individuella forskningsprojekt och bidra till ökad rörlighet av forskare mellan olika länder.

### RISE – Personalutbyte inom forskning och innovation
Riktar sig till partnerskapsorganisationer som genomför gemensamma forskningsprojekt. Syftar till att stödja bland annat internationella utbyten och utbyten mellan olika sektorer.

### COFUND – Samfinansiering av regionala, nationella och internationella program
Riktar sig till organisationer som tillhandahåller doktorand- eller stipendieprogram. Syftar till att stödja regionala, nationella och internationella program för att främja forskning, rörlighet och karriärutveckling.

## Administration
MSCA administreras av Genomförandeorganet för forskning (REA) som inrättades av Europeiska kommissionen den 1 januari 2014.